# آنا یاروسلاونا
آنا کیف یا آنا یاروسلاونا (حدود ۱۰۳۰–۱۰۷۵) شاهدخت روس کیف بود که در سال ۱۰۵۱ پس از ازدواج با پادشاه هانری اول، ملکه فرانسه شد. او در دوران کودکی پسرشان فیلیپ یکم از زمان مرگ هنری در سال ۱۰۶۰ تا ازدواج جنجالی او با کنت رالف چهارم والوا، به عنوان نایب‌السلطنه بر پادشاهی حکومت کرد. آن، صومعه سنت وینسنت را در سانلیس تأسیس کرد.

## دوران کودکی
آنا دختر یاروسلاو خردمند ، شاهزاده بزرگ کیف و شاهزاده نووگورود، و همسر دومش اینگگرد اولوفسدوتر از سوئد بود. تاریخ دقیق تولد او مشخص نیست. فیلیپ دلورم ۱۰۲۷ را پیشنهاد کرده‌است، در حالی که اندرو گرگوروویچ ۱۰۳۲ را پیشنهاد کرده‌است.
او به‌طور قطع کوچکترین دختر بود. اطلاعات کمی در مورد دوران کودکی و تحصیلات آنا وجود دارد. فرض بر این است که او حداقل سواد کافی برای نوشتن نام خود را داشت، زیرا امضای او به خط سیریلیک در سندی از سال ۱۰۶۱ وجود دارد. دلورمه اشاره کرده‌است که یاروسلاو تعدادی مدارس را در پادشاهی خود تأسیس کرد و نشان می‌دهد که تحصیلات در خانواده او بسیار ارزشمند بوده‌است، و او را به پیشنهاد سطح قابل توجهی از آموزش برای آنه سوق داد. گرگوروویچ پیشنهاد کرده‌است که آنا برای آماده شدن برای ازدواج با هانری اول پادشاه فرانسه، زبان فرانسه را یادگرفته است.

## نامزدی
مذاکرات برای ازدواج آنا با پادشاه هنری ۱۸ ساله در اواخر دهه ۱۰۴۰، پس از مرگ همسر اول هنری، ماتیلدا فریسی، و تنها فرزندشان انجام شد. به دلیل نیاز مبرم به یک وارث، و مخالفت فزاینده کلیسا با ازدواج‌های فامیلی، برای هنری ضروری شد که به دنبال یک عروس غیرمرتبط باشد. روس کیف برای فرانسوی‌ها ناشناخته نبود. یاروسلاو در تلاش برای جلوگیری از نفوذ امپراتوری بیزانس، چند تن از فرزندان خود را با حاکمان غربی مزدوج کرده بود.

## ملکه شدن
آن در ۱۹ مه ۱۰۵۱ در جشن عید پنجاهه با هنری ازدواج کرد. هنری تقریباً بیست سال از آن بزرگتر بود. عروسی او در ۱۹ مه ۱۰۵۱ به دنبال نصب لیتبرت به عنوان اسقف کامبرای انجام شد و آنا بلافاصله پس از مراسم ازدواج تاجگذاری کرد و او را به اولین ملکه فرانسوی تبدیل کرد که تاجگذاری خود را در کلیسای جامع ریمز جشن گرفت.

## تأثیرات

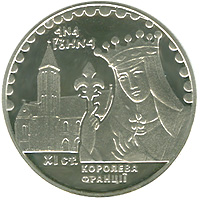
آن بر روی یک سکه اوکراینی ۲۰۱۴ به تصویر کشیده شده‌است

پس از مرگ هنری در ۴ اوت ۱۰۶۰، فیلیپ به سلطنت رسید. کنت بالدوین پنجم از فلاندر، شوهر خواهر هنری، آدلا، به عنوان سرپرست فیلیپ منصوب شد. ممکن است هنوز نقش فعالی در دولت در آن مقطع داشته باشد. یک عمل از سال ۱۰۶۰ نشان می‌دهد که نام او پس از فیلیپ است، و نام او در چهار تا از منشورهای بالدوین آمده‌است. او همچنین معلم فیلیپ را که در دادگاه با عنوان یونانی شناخته می‌شد، استخدام کرد.

## مرگ
تاریخ دقیق مرگ آنا مشخص نیست. دلورم معتقد است که او در ۵ سپتامبر - روز بزرگداشت در سنلیس - در سال ۱۰۷۵ (سال آخرین سند امضا شده او) درگذشت، در حالی که دیگران ۱۰۸۰ را پیشنهاد کرده‌اند یک Terminus Ante Quem توسط یک سند ۱۰۸۹ از فیلیپ اول ارائه شده‌است که نشان می‌دهد آنه در آن زمان مرده بود.
در سال ۱۶۸۲، کلود فرانسوا منستریر باستانی یسوعی اعلام کرد که مقبره آن را در صومعه سیسترسین ویلیر کشف کرده‌است. این کشف متعاقباً مورد مناقشه قرار گرفت، زیرا ویلیرز تا قرن سیزدهم ساخته نشده بود اگرچه ممکن است بقایای آن در مقطعی پس از مرگ او به آنجا منتقل شده باشد. هر بنای تاریخی که در آنجا بود در انقلاب فرانسه ویران شد.